# Casilda
Casilda – miasto w Argentynie, położone w południowej części prowincji Santa Fe.

## Opis
Miejscowość została założona w 1870 roku, przez miasto przebiega linia kolejowa i droga krajowa RN33 Rosario-Bahía Blanca.

## Znani urodzeni w Casilda
- Franco Armani – argentyński piłkarz (bramkarz)
- Jorge Griffa – argentyński piłkarz (obrońca)
- Horacio Pagani – argentyński konstruktor samochodowy
- Jorge Sampaoli – argentyński trener piłkarski
- Marcelo Trobbiani – argentyński piłkarz (pomocnik)
- Emanuel Villa – argentyński piłkarz (napastnik)